# V Simfonija (Brukner)
SIMFONIJA broj 5. B – Dur, WAB 105, Antona Bruknera

## Opšte karakteristike
To je jedna je od najopsežnijih Bruknerovih simfonija, druga po veličini posle njegove Osme. Brukner je na njoj radio gotovo dvadeset godina - od 1875. do 1894. i načinio je, kao i kod ostalih devet svojih simfonija, više prerada. Konačna verzija Pete Simfonije, dovršena je i premijerno izvedena u Gracu 9. aprila 1894. godine, a premijerom je dirigovao Bruknerov prijatelj i veliki propagator njegovih dela, Franc Šalk.
Peta Simfonija ukupno traje 1 sat i 17 minuta. Pravi je primer korišćenja kontrapunktske tehnike u građenju arhitektonike simfonijskog dela. Po tome je ova Simfonija i ostala do danas teško i zahtevno delo za orkestre i dirigente.

## Analiza dela
U prvom stavu, najpre je jasno naznačen lagani uvod, Adagio, sa karakterističnim picikatima basova iz kojih izrasta moćni unisono celog orkestra. Na to se naodovezuje kolosalni sonatni Allegro sa svoje tri Bruknerovske teme: prva, koja od dekrešenda nabujava u moćan tutti, druga, koral u gudačima i treća, pobožno borbena, u flauti, klarinetu i violinama. U razvojnom delu, susreće se pravi turnir ovih tema, da bi u reprizi sve tri teme nastupile gotovo u istovetnom toku kao i u ekspoziciji. Picikati basova iz laganog uvoda, označavaju početak kode, sa moćnim, trijumfalnim fanfarama. Prvi stav traje 21 minut.
Drugi stav je Adagio, traje 19 minuta. To je jedan tipično pobožan stav sa osnovnim motivom u drvenim duvačima, koga prate picikati gudača i violine na g-žici. Treći stav je skerco, sa oznakom Molto vivace, trajanja je 13 minuta. Kroz njegove bočne delove i centralni trio, provlače se karakteristični lendlerski igrački ritam i molska melodijska zamišljenost. 
Četvrti i finalni stav je najopsežniji deo Simfonije i traje 24 minuta Sreću se u ovom stavu Vagnerovi citati, a izdvajaju se početno ponavljanje picikato uvoda u Simfoniju i dve po kontrastima oštro suprotstavljene teme: prva, burna tema koja izrasta iz basova drvenih duvača i gudača i druga, ljupka tema u violama. Prema kraju, nastupa jedan koral koji uvodi u veličanstven završetak: to je koralna fantazija i fuga, gde se koristi i prva tema prvog stava. Koda Simfonije je jedna od najimpozantnijih u Bruknerovom stvaralaštvu, kojoj osnovni tok daje koralna tema. Vrlo je snažna i svečana, prava kruna Simfonije.

## Izvođači
- Berlinska Filharmonija, dirigent: Vilhelm Furtvengler
- Berlinska Filharmonija, dirigent: Herbert Fon Karajan
- Minhenska Filharmonija, dirigent: Serđu Čelibidake
- Zagrebačka Filharmonija, dirigent: Milan Horvat.